# Kap Irwyn
Kap Irwyn ist ein felsiges Kap in der antarktischen Ross Dependency. An der Dufek-Küste ragt es als nördlicher Ausläufer der Lillie Range in das Ross-Schelfeis hinein.
Die Südgruppe einer von 1963 bis 1964 durchgeführten Kampagne im Rahmen der New Zealand Geological Survey Antarctic Expedition benannten das Kap nach Irwyn Smith, der als Funker auf der Scott Base den Kontakt zu dieser Gruppe aufrechterhielt.